# Bulgan (distrikt i Mongoliet, Ömnögobi)
Bulgan (mongoliska: Булган Сум, Булган) är ett distrikt i Mongoliet.   Det ligger i provinsen Ömnögobi, i den centrala delen av landet, 500 km sydväst om huvudstaden Ulaanbaatar.